# 송내고등학교
송내고등학교(松內高等學校)는 대한민국 경기도 부천시 소사구 송내동에 있는 공립 고등학교이다.

## 학교 연혁
- 2004년 1월 5일 : 송내고등학교 설치조례 제정(경기도 조례 제3312호) (총 36학급)
- 2004년 3월 1일 : 외국어(영어) 교육과정 특성화 학교 지정 운영, 초대 엄대용 교장 취임
- 2004년 3월 4일 : 제1회 신입생 입학식(14학급 490명)
- 2005년 3월 1일 : 경기도 교육청 지정 연구학교 지정-교수학습 개선 분야
- 2005년 10월 25일 : 디지털 도서관 호학관 개관식
- 2006년 3월 1일 : 경기도교육청 지정 교수학습개선 연구학교 운영(WEB기반협동학습)
- 2007년 2월 8일 : 제1회 졸업식(14학급 463명)
- 2014년 3월 1일 : 부천미래학교지정 운영 (2년)
- 2015년 3월 1일 : 경기도교육청 지정 혁신학교 운영(4년)
- 2018년 3월 1일 : 고교학점제 선도학교 지정
- 2020년 3월 1일 : 인공지능 (AI) 융합 교육과정 운영교 지정
- 2021년 10월 21일 : 생태숲 미래학교 준공식
- 2023년 12월 22일 : 제18회 졸업생 배출(9학급 205명 졸업)
- 2024년 3월 4일 : AI정보교육 중심학교 지정(거점교, 교육부 3개년간 지정)
- 2024년 3월 4일 : 제7대 박경희 교장 취임
- 2024년 3월 4일 : 제21회 신입생 입학식 (9학급 236명)

## 참고 자료
- 송내고등학교 - 한국교육학술정보원 학교알리미